# Šumen
Šumen (bugarski: Шумен, turski: Şumnu) je grad na sjeveroistoku Bugarske, administativno je sjedište Šumenske oblasti, ima 103 016 stanovnika (po popisu iz 2006. g.).
U periodu 1950. – 1965. grad se zvao Kolarovgrad, po Vasilu Kolarovu (1877. – 1950., bugarski političar i komunistički čelnik). 

## Zemljopisne karakteristike
Grad se nalazi 80 km zapadno od Varne i oko 400 km sjeveroistočno od Sofije. 
Grad se smjestio na Šumenskom platou (200 m nadmorske visine), koji razdvaja Vlašku nizinu i crnomorsko primorje. Kraj oko grada je valovit i brežuljkast, a južnije on prelazi u brda i planininski masiv Balkan.
Klima u gradu je kontinentalna.
Grad i utvrda Šumen je imao izuzetno značajnu ulogu za Otomanskog Carstva, jer su od njega putevi vodili za sjeverne podunavske gradove Ruse, Silistru i Dobrudžu, a na jug do planinskih prijevoja na planini  Balkan.  Istočno od Šumena bili su gradovi Varna i Balčik. Šumen je, dakle bio jedna od najvažnijih vojnih utvrda za obranu Balkanskog poluotoka.

## Povijest
Šumen se prvi put spominje 811. kad ga je spalio bizantski car Nikefor I., zatim 1087. kad ga je opsjedao car Aleksije I.
Tijekom zlatnog doba rane bugarske države pod Simeon Veliki (866. – 927.), Šumen je bio središte kulturne i vjerske aktivnosti, i vjerojatno se zvao Simeonis. U njegovoj neposrednoj blizini nalaze se Pliska i Preslav, prva središta bugarske države. 
1388. sultan Murat I. zauzeo je Šumen, nakon toga grad je bio pod Otomanskim Carstvom sve do 22. lipnja 1878., kad su ga zauzeli Rusi. Nakon neuspjelog križarskog pohoda na grad pod vodstvom Vladislava III. (poljskog kralja) 1444., utvrdu i grad razorili su turci i premjestili grad i utvrdu na današnju lokaciju.
U 18. st. naselje je prošireno i utvrđeno. Šumen su Rusi tri puta pokušali zauzeti 1774., 1810., i 1828. Zbog toga su Turci utvrdi dali ime Gazi ("Pobjednička"). Od 1854. godine Šumen je bio glavni stožer Omer-paše i mjesto odakle je otomanska vojska išla u ratne pohode za Krimskih ratova.
Tijekom 19. st. Šumen je bio važno sjedište bugarskog nacionalnog preporoda. U njemu se prvi put obilježila obljetnica Ćirila i Metoda u Bugarskim zemljama, 11. svibnja 1813. u njemu je održana i prva kazališna predstava. U njemu je djelovala vjerska djevojačka škola - čitalište (1828. – 1856.).
Prvi bugarski simfonijski orkestar osnovan je u Šumenu 1850. Iste te godine u grad Šumen došao je mađarski političar i revolucionar Lajos Kossuth koji je tu pronašao egzil, grad je tada bio u sastavu Otomanskog Carstva. Kuća u kojoj je boravio pretvorena je danas u memorijalni muzej.
Od 1878. Šumen je u sastavu Bugarske, od 1882. u gradu radi pivovara, jedna od prvih u Bugarskoj.

## Gradovi prijatelji
- Mâcon, Francuska
- Zhengzhou, Kina
- Debrecin, Mađarska
- Tulcea, Rumunjska
- Podolsk, Rusija
- Adapazarı, Turska

## Vanjske poveznice
- Službene stranice komune Šumen
- Portal grada Šumena